# ألفين والسناجب 2
ألفين والسناجب 2 (بالإنجليزية: Alvin and the Chipmunks 2) هو فيلم أمريكي عام 2009 حركة حية / رسوم متحركة بالكمبيوتر موسيقي عائلة فيلم كوميدي من إخراج بيتي توماس. إنه فيلم الحركة / الرسوم المتحركة الثاني بطولة ألفين والسناجب ونجوم زاكاري ليفي، ديفيد كروس، وجيسون لي مع أصوات جاستن لونج، ماثيو جراي جوبلر، جيسي مكارتني، إيمي بوهلر، آنا فارس وكريستينا آبلغيت. الفيلم من تأليف جون فيتي، جوناثان أيبل وجلين بيرجر، وتوزيعه فوكس القرن العشرين، وإنتاج توينتيث سينشوري فوكس، ريجنسي الشركات وشركة بغداسريان. إنه تكملة لفيلم 2007 "ألفين والسنجاب وتم إصداره في دور العرض في 23 ديسمبر 2009 بواسطة 20th Century Fox. حقق الفيلم 443.1 مليون دولار على 70 مليون دولار

## قطعة
يجب أن يتراوح طول حبكة الفيلم بين 400 و 700 كلمة. هذا هو 687 كلمة. ->
يُصاب «ديف» عندما يدفعه قطع من الورق المقوى لألفين إلى التحليق على خشبة المسرح خلال حفل خيري لصالح المؤسسة. يطلب ديف من خالته، جاكي، رعاية السناجب، ألفين، سيمون، وثيودور. كما يتم اتخاذ الترتيبات اللازمة لهم للذهاب إلى المدرسة العامة في West Eastman High School. بعد أن تعرضت جاكي أيضًا لحادث، تُترك السناجب في رعاية توبي وحفيد جاكي وابن عم ديف.
الرئيس التنفيذي السابق إيان هوك، المكسور والمعوز، يعيش في الطابق السفلي من JETT Records. ثلاث سنجاب مغنيات، بريتاني، جانيت، وإلينور، المعروفين أيضًا باسم الرقائق، يخرجون من حزمة فيديكس. يقوم إيان بتجنيد وتوظيف Chipettes في محاولة لإحياء حياته المهنية.
أثناء وجودهم في المدرسة، يسخر المتنمرون من السناجب ويهددونهم بالقتل لأن صديقاتهم ينجذبن إليهم. يطاردون السناجب في جميع أنحاء المدرسة، ويعطون سيمون دوامة في المرحاض وينكز في مؤخرة ثيودور. يتم استدعاء Chipmunks إلى مكتب المدير ويكتشفون أن المدير، Dr. Rubin ، معجب. تستعين بمساعدتهم لجمع الأموال لبرنامج موسيقي من خلال المشاركة في مسابقة. يشعر «إيان» بالصدمة عندما وجد السناجب على الصفحة الأولى من جريدته. بعد أن قرأ قصة عنهم، أرسل بسرعة الرقائق إلى المدرسة.
عندما تلتقي Chipmunks مع Chipettes ، كلا المجموعتين مغرمة ببعضها البعض. ومع ذلك، تذكر بريتاني الفتيات أن إيان قال إن السناجب قد خانوه وأنهم غير جديرين بالثقة. يكافح «ألفين» والأولاد من أجل اجتياز البروفة بسبب سحقهم الجديد. يدخل إيان متعجرفًا ويقدم نجومه الجدد، The Chipettes. صُدم الأولاد لرؤية الفتيات يعملن مع إيان، وظهرت منافسة عندما أقنع إيان الدكتور روبن بالسماح للفتيات بالتنافس في معركة العصابات. قام الدكتور روبين بإعداد حفل موسيقي للمجموعتين للتنافس لتمثيل المدرسة.
أصبح ألفين مشهورًا مع لاعبى الاسطوانات وانضم إلى فريق كرة القدم، ولم يدرك أن المباراة التالية ستكون خلال الحفلة الموسيقية. في الحفل، أخبر ثيودور وسيمون المعجبين أن ألفين فشل في الحضور، ولا يمكنهم الأداء، مما أدى إلى انتصار الرقائق. يصل ألفين بعد الحفلة الموسيقية إلى قاعة فارغة، وتناديه بريتاني بسبب افتقاره إلى المسؤولية. يعود ألفين إلى المنزل ويحاول الاعتذار لإخوته، لكن يتم تجاهله. يهرب ثيودور إلى حديقة الحيوانات في اليوم التالي. ينقذه ألفين وسيمون من نسر، ويتصالح الثلاثة.
سرعان ما تم التعاقد مع فرقة Chipettes لكنهم تعلموا أنهم سيقدمون عرضًا افتتاحيًا لحفل موسيقي بريتني سبيرز في نفس ليلة مسابقة المدرسة. يقنعهم إيان بإلغاء المعركة وأداء الحفلة الموسيقية، لكنه يرفض إعطاء نفس التقدير لجانيت وإليانور الذي يمنحه لبريتاني، الذي يطالبهم جميعًا بالأداء معًا أو عدم الأداء على الإطلاق، حتى يهدد إيان بإرسالهم إلى حفل. مطعم الشواء ما لم يؤدوا.
قبل Battle of the Bands ، تلقى ألفين مكالمة هاتفية من Chipettes ، الذين أخبروه أن إيان قد حبسهم في قفص. يسارع ألفين لإنقاذهم بينما يخبر سايمون جانيت كيف تفتح القفل على الهاتف الخلوي. سيمون وثيودور على وشك الخروج لتقديم العروض حتى يصل الآخرون في الوقت المناسب لأداء المسابقة. يعمل كل من Chipmunks و Chipettes معًا ويحصلون على الأموال لبرنامج الموسيقى. عاد ديف، الذي غادر المستشفى بعد أن علم أن توبي كان يعتني بالسنجاب، خلال المسابقة، سعيدًا برؤية السناجب مرة أخرى. في هذه الأثناء، يتعرض إيان لمزيد من الضوء في الحفل. يستعد للفتيات عندما يحاول تقليدهن، ليأخذ منه حراس الأمن. بعد المسابقة، يسمح Dave للرقائق بالبقاء معهم. يستعد كل من Chipmunks و Chipettes للنوم. بينما يتشاجر ألفين وديف حول وقت النوم ويتشاجران على مفتاح الإضاءة، يقوم روبن بتجفيف العلكة من تحت المدرجات في صالة الألعاب الرياضية كعقوبة لجعل ألفين متأخرًا عن الغناء، ويرمي حراس الأمن إيان في سلة مهملات.

## وصلات خارجية
- ألفين والسنجاب 2 على موقع IMDb (الإنجليزية)
- ألفين والسنجاب 2 على موقع ميتاكريتيك (الإنجليزية)
- ألفين والسنجاب 2 على موقع روتن توميتوز (الإنجليزية)
- ألفين والسنجاب 2 على موقع نتفليكس (الإنجليزية)
- ألفين والسنجاب 2 على موقع قاعدة بيانات الأفلام العربية
- ألفين والسنجاب 2 على موقع ألو سيني (الفرنسية)
- ألفين والسنجاب 2 على موقع Turner Classic Movies (الإنجليزية)
- ألفين والسنجاب 2 على موقع أول موفي (الإنجليزية)
- ألفين والسنجاب 2 على موقع بوكس أوفيس موجو (الإنجليزية)
- ألفين والسنجاب 2 على موقع فيلمافينيتي (الإسبانية)